# 望月幸明
望月 幸明（もちづき こうめい、1924年5月25日 - 2020年8月8日）は、日本の政治家。山梨県公選第4代知事。位階勲等は正四位旭日重光章。

## 来歴・人物

### 出生から県副知事時代まで
山梨県南巨摩郡中富町（現在の身延町）出身。旧制身延中学（現在の山梨県立身延高等学校）卒業。松本高等学校文科乙類（現在の信州大学人文学部）を経て東京大学法学部卒業。日本発送電株式会社勤務を経て山梨県庁に入り、天野久知事時代に県人事委員会総務課長を務める。県教育長、県総務部長などを歴任し、天野知事が5期目で田邊圀男に敗退した後も県政への働きを評価され、1977年（昭和52年）3月に山梨県副知事となる。自民党所属の金丸信は天野前知事支持であったが、金丸が中央政界で地位を上げていくと県議会においても金丸派が最大与党となっており、1979年（昭和54年）の田邊知事4期目をかけた山梨県知事選挙において、野党社会党県本部は田邊知事の4選を阻止するために保革連合で社会党寄りとされていた望月を擁立する。望月は3選の限度を公約に田邊を1万2000票差で破り当選し、山梨県知事となる。以後3期12年務める。金丸信の中巨摩郡後援会長及び望月幸明の甲西町支部長を県政功績者　浅川茂晴（金丸信の親戚、山梨県会議員に出馬したが次点だった）が務めた。

### 県知事時代
田邊県政末期には日本経済が安定成長期に入っており、さらに天野県政期以来の懸案であった北富士演習場問題も一段落していたため、望月県政は当初から好調であった。1982年（昭和57年）11月の中央自動車道全線開通には県内への進出企業も急増し、県民所得の伸び率も全国平均を上回っていた。
中央政界で中曽根内閣の副総理として影響力を持っていた金丸の後援を受け、県議会の野党である田邊派（緑友会）からも国政に転身した田邊との選挙協力を条件に協力を約束し、社会党と金丸派の後援会「明山会」や県内市町村長で組織される明和会、金丸を会長とする「ふるさと政治連盟」などが結成され、2期目には「県民党」と呼ばれるオール与党体制が確立された。
田邊県政時代は「健康山梨」をスローガンに環境問題に配慮した環境問題に配慮した開発や文化事業を展開していたが、望月県政では「活気ある山梨づくり」をスローガンにオール与党体制の議会とバブル景気を背景にさまざまな政策を実施する。1986年（昭和61年）秋には金丸の支援もあり「かいじ国体」が実現し、国体では施設整備と称して競技施設以外にも駅前整備など大規模な都市開発が行われており、山梨行政監察局による査察調査も金丸の反対声明により中止となった。
また、田邊県政時代からの課題であった県有林の再利用では、県民福祉の向上を目的に「県有林の高度活用」をうたい、それまで見送られ続けてきた県有林の大部分を占める恩賜林の土地活用を実行する。1987年（昭和62年）には総合保養地域整備法（リゾート法）を定め、県有林地を民間企業に貸し付けてゴルフ場などのリゾート施設開発が行われた。
学校教育では高校入試総合選抜制度の完全実施や義務教育での少人数学級の推進、生涯学習を目的としたことぶき勧学院設置などを行う。1989年（平成元年）8月にはリニア新幹線実験施設の誘致が決定し、文化事業では同年11月には山梨県立美術館の所在する芸術の森公園に山梨県立文学館を開設させる。

### 知事引退後
1990年（平成2年）、3選の限度を公約にしていた望月知事の4選出馬や「県民党」体制には世論からも不信が強く、同年7月3日に県議会で退陣表明し、知事選は望月路線継承の自民党金丸派と社会党県本部の擁立した小沢澄夫と、望月4選を批判する天野元知事の3男天野建の対決となり、4,780票の僅差で天野建の勝利となった。
1992年（平成4年）に連合の会の公認を受けて第16回参議院議員通常選挙に山梨県選挙区から立候補するも落選。
その後は政界を事実上引退し、母校の後身校である身延高校の同窓会会長を務めた。
2008年（平成20年）春の叙勲で旭日重光章を受章。
2020年（令和2年）8月8日午前5時53分、老衰のため甲府市内の病院で死去。96歳没。死没日をもって正四位に叙される。